# Edifici nella regione III (Ostia)

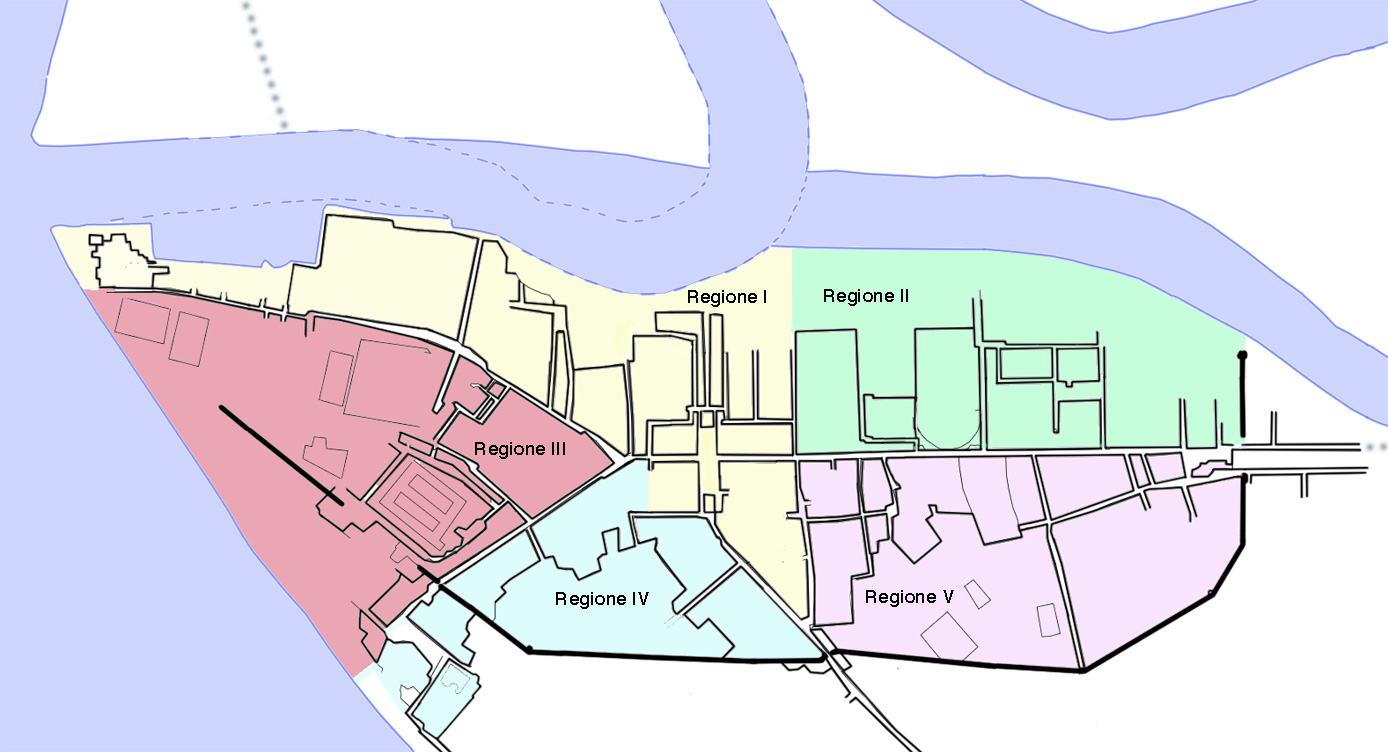
Suddivisione della città antica in regioni

Ostia, analogamente a Roma che in età augustea era suddivisa in 14 regioni, era  sudivvisa in almeno 5 regioni, delle quali non conosciamo esattamente l'estensione o i confini. L'attuale identificazione delle regioni è quella ipotizzata dall'archeologo Guido Calza nel 1924, sulla base di una iscrizione di epoca imperiale (CIL XIV, 352), oggi conservata nei Musei Capitolini. 
La regione III comprende il settore occidentale, tra la via della Foce e il tratto occidentale del decumano massimo, confinando a nord con la alla regio I, ad est con la regio IV ed ad ovest con il mar Tirreno.

## Elenco
Di seguito l'elenco degli edifici presenti.
| Isolato   | Isolato | Edifici            | Edifici                                                     | Edifici | Fotografie                                                     | Fotografie |
| III,I     | NE: via della Foce NO: via della Calcara SO: limite interno SE: decumano massimo                                                                    | III,I,1            | Caseggiato                                                  | Il caseggiato si trova all'angolo tra via della Foce (a est) e il decumano massimo, a est delle Terme della Basilica Cristiana. Sul lato del decumano ci sono quattro botteghe con volte a crociera. Tre botteghe hanno un retrobottega con una piccola scala che conduce a un podio per una scala e una latrina, dietro la quarta c'è una scala esterna, accessibile da via della Foce. La parte nord dell'edificio è composta da stanze su entrambi i lati del corridoio d'ingresso delle terme della Basilica Cristiana. A sud ci sono due stanze. La sala occidentale ha porte che conducono alle terme (bloccate), a un retrobottega di una bottega a sud e al corridoio, mentre la stanza orientale era una bottega. A nord del corridoio ci sono altre due botteghe, e dietro queste ci sono diverse stanze, collegate al corridoio, alle terme e all'edificio a nord. | Sulla sinistra il caseggiato                                   |            |
| III,I     | NE: via della Foce NO: via della Calcara SO: limite interno SE: decumano massimo                                                                    | III,I,2-3          | Terme della Basilica cristiana                              | Piccole terme accessibili da uno stretto corridoio da via della Foce, con cortile, frigidarium e stanze riscaldate, che più tardi saranno inglobate dalla Basilica cristiana; sono presenti anche 4 botteghe lungo il decumano massimo. Sul pavimento è un mosaico bianco e nero dell'inizio del III secolo. Nel mosaico del pavimento del frigidarium sono raffigurati mostri marini che trasportano nereidi e un amorino. | Terme                                                          |            |
| III,I     | NE: via della Foce NO: via della Calcara SO: limite interno SE: decumano massimo                                                                    | III,I,4            | Basilica cristiana                                          | La Basilica cristiana fu scoperta e scavata nel 1939 da Guido Calza. Egli trovò una struttura tardoantica, costruita dentro e sopra strutture traianee preesistenti: un edificio con stanze attorno a un piccolo cortile, stanze appartenenti alle Terme della Basilica cristiana e negozi che fiancheggiavano una strada laterale che correva da nord-ovest a sud-est, conducendo al Decumanus Maximus. Una statua in marmo di Fortuna fu trovata in una stanza dell'edificio. Dal vestibolo sul decumano si accede ad un altro vestibolo e quindi a una navata centrale. A nord-est della navata si trovano alcune stanze che originariamente facevano parte delle terme a nord-est; all'ingresso di ogni stanza ci sono due colonne e una soglia di marmo. Il muro sud-ovest della navata ha una fila di cinque colonne. Nel muro nord-ovest ci sono una soglia e un gradino di marmo, che conducono ad una stanza, che si trova a un livello inferiore dove è stata costruita un'abside. Nell'abside ci sono due nicchie semicircolari per statue (a partire da 1,05, altezza media 2,14, profondità 0,72, larghezza 1,35). Una porta in una stanza meridionale conduce a un edificio traianeo con un cortile, di cui sono state conservate cinque stanze intorno al cortile. A sud-ovest di A e B c'è un'altra navata anch'essa raggiungibile dal decumano. Nell'edificio sono state trovate poi alcune iscrizioni, la cui interpretazione non è sempre certa. | Basilica                                                       |            |
| III,I     | NE: via della Foce NO: via della Calcara SO: limite interno SE: decumano massimo                                                                    | III,I,5            | Caseggiato                                                  | Caseggiato con botteghe con ambienti retrostanti, in origine aperte sulla strada poi occupata dalla cosiddetta Basilica cristiana. Altri due negozi si affacciano sul Decumano. |                                                                |            |
| III,I     | NE: via della Foce NO: via della Calcara SO: limite interno SE: decumano massimo                                                                    | III,I,6            | Domus e mitreo delle Pareti Dipinte                         | Domus del II secolo a.C. con accesso da via della Foce fiancheggiato da due botteghe, con cortile porticato a pilastri di tufo; in una delle stanze del lato di fondo fu realizzato un mitreo con affreschi parietali che coprono la precedente decorazione della casa. | Domus                                                          |            |
| III,I     | NE: via della Foce NO: via della Calcara SO: limite interno SE: decumano massimo                                                                    | III,I,7            | Mercato                                                     | Edificio con file di ambienti ai lati di un cortile centrale, accessibile da via della Foce e dalla strada poi occupata dalla cosiddetta "Basilica cristiana". La fila nord-occidentale di stanze ha ampie porte, il che suggerisce che queste stanze fossero negozi. L'edificio non aveva un piano superiore. |                                                                |            |
| III,I     | NE: via della Foce NO: via della Calcara SO: limite interno SE: decumano massimo                                                                    | III,I,8            | Caseggiato                                                  | Edificio utilizzato per non meglio identificate attività industriali con ambienti ai due lati di uno stretto corridoio accessibile da via della Foce. |                                                                |            |
| III,I     | NE: via della Foce NO: via della Calcara SO: limite interno SE: decumano massimo                                                                    | III,I,9            | Caseggiato                                                  | Edificio di eta traianea, con ambienti strutturati nello stesso modo su tre dei quattro lati, all'interno del quale si trova un ampio cortile; dalla sua dimensione, si ricava che fosse frequentato da molte persone, probabilmente per attività commerciali. |                                                                |            |
| III,I     | NE: via della Foce NO: via della Calcara SO: limite interno SE: decumano massimo                                                                    | III,I,10           | Taberna                                                     | Questo è una taberna traianea molto grande (circa 14,50 x 9), che fu modificato nel IV secolo d.C. . Si trova a nord-ovest del grande cortile del blocco I. È una stanza rettangolare, con porte su tutte le pareti, con la porta più larga sulla parete sud-est. Accanto alla porta nella parete nord-ovest è stata posta una vasca. |                                                                |            |
| III,I     | NE: via della Foce NO: via della Calcara SO: limite interno SE: decumano massimo                                                                    | III,I,11           | Caseggiato                                                  | Si tratta di un edificio traianeo, edificato in opus mixtum e opus incertum, nel grande cortile del blocco I. È costituito da due lunghe sale, presumibilmente utilizzate come deposito. |                                                                |            |
| III,I     | NE: via della Foce NO: via della Calcara SO: limite interno SE: decumano massimo                                                                    | III,I,12-13        | Caseggiati                                                  | Questo edificio traianeo è situato nella parte nord del grande cortile del blocco I. È costituito da due ali separate, contenenti piccole stanze. Non c'era un piano superiore. L'edificio molto probabilmente era costituito da un massimo di sei appartamenti, che potevano essere uniti, ma non si può escludere che fosse utilizzato per attività commerciali, ad esempio l'uso come uffici. |                                                                |            |
| III,I     | NE: via della Foce NO: via della Calcara SO: limite interno SE: decumano massimo                                                                    | III,I,14           | Taberne                                                     | Si tratta di una fila di negozi di epoca adrianea che si affaccia su via della Foce. Due scala esterne conducevano al primo piano dell'edificio. |                                                                |            |
| III,I     | NE: via della Foce NO: via della Calcara SO: limite interno SE: decumano massimo                                                                    | III,I,15           | Caseggiato                                                  | Questo edificio traianeo si trova nell'angolo nord-est del grande cortile del blocco I. Sembra che fosse un'officina. È costituito da quattro stanze e un'ampia sala. Nella sala si trovano alcune vasche. |                                                                |            |
| III,II    | NE: limite interno NO: limite con caseggiato degli Aurighi SO: cardo degli Aurighi SE: decumano massimo                                             | III,II,1-2         | Tempio dei Fabri navales                                    | Tempio collegiale dei fabbricanti e riparatori di navi, costruito sopra una precedente fullonica; preceduto da un cortile con pilastri in laterizio, era costruito sopra un alto podio. L'area dietro il tempio (circa 16 x 14,50) era fiancheggiata da portici e poteva essere utilizzata dalla corporazione per le loro riunioni. | Tempio dei Fabri navales                                       |            |
| III,II    | NE: limite interno NO: limite con caseggiato degli Aurighi SO: cardo degli Aurighi SE: decumano massimo                                             | III,II,3           | Domus sul Decumano                                          | Casa ricavata su una serie di botteghe pre esistenti, che avevano ambienti retrostanti ed erano precedute da un portico; sono presenti una stanza riscaldata e ambienti di rappresentanza con colonne e rivestimenti in marmo. | Sarcofago della caseggiato dell'insula III, II ad ostia antica |            |
| III,II    | NE: limite interno NO: limite con caseggiato degli Aurighi SO: cardo degli Aurighi SE: decumano massimo                                             | III,II,4           | Caseggiato                                                  | Edificio commerciale con vasti ambienti pilastrati, in origine collegato alle taberne su cui si impiantò la domus sul Decumano. |                                                                |            |
| III,II    | NE: limite interno NO: limite con caseggiato degli Aurighi SO: cardo degli Aurighi SE: decumano massimo                                             | III,II,5           | Domus di Marte                                              | Edificio con taberne lungo il decumano massimo e lungo il cardo degli Aurighi, con ambienti rivestiti in marmo ed un altare dedicato a Marte e ad Augusto, forse sede della corporazione dei liberti e degli schiavi pubblici. |                                                                |            |
| III,II    | NE: limite interno NO: limite con caseggiato degli Aurighi SO: cardo degli Aurighi SE: decumano massimo                                             | III,II,6           | Horrea                                                      | Magazzino con portale di ingresso frontonato in laterizio e una corte centrale da cui si dipartono due corridoi trasversali che danno accesso ad una serie di stanze, utilizzate come deposito. | Ingresso degli Horrea                                          |            |
| III,II    | NE: limite interno NO: limite con caseggiato degli Aurighi SO: cardo degli Aurighi SE: decumano massimo                                             | III,II,7           | Botteghe                                                    | Serie di sei botteghe allineate lungo il cardo degli Aurighi, su cui si aprono i rispettivi ingressi. |                                                                |            |
| III,II    | NE: limite interno NO: limite con caseggiato degli Aurighi SO: cardo degli Aurighi SE: decumano massimo                                             | III,II,8           | Edificio                                                    | Edificio di incerta funzione, aperto su una piazza interna, posta tra l'edificio e la parte retrostante delle botteghe (III, II, 7) che si aprono sul cardo degli Aurighi. |                                                                |            |
| III,II    | NE: limite interno NO: limite con caseggiato degli Aurighi SO: cardo degli Aurighi SE: decumano massimo                                             | III,II,9           | Edificio                                                    | Edificio di funzione incerta, forse appartamento, accanto all'edificio (III,II,8) aperto sulla piazza interna. |                                                                |            |
| III,II    | NE: limite interno NO: limite con caseggiato degli Aurighi SO: cardo degli Aurighi SE: decumano massimo                                             | III,II,10          | Botteghe                                                    | Fila di botteghe porticate con l'ingresso sulla piazza interna. |                                                                |            |
| III,II    | NE: limite interno NO: limite con caseggiato degli Aurighi SO: cardo degli Aurighi SE: decumano massimo                                             | III,II,11          | Santuario                                                   | Piccolo santuario, situato all'estremità occidentale di una fila di negozi (III,II,10). È costituito da un'unica stanza quasi quadrata (circa 3,00 x 3,00). L'ingresso è ornato da pilastri in mattoni, che sostengono un semplice fregio e timpano. La stanza ha una volta a botte. Un podio in mattoni era posto contro le pareti posteriori e laterali. Nel 1938 fu trovato all'interno un frammento di una statua in marmo, forse appartenente al culto di Dioniso. |                                                                |            |
| III,II    | NE: limite interno NO: limite con caseggiato degli Aurighi SO: cardo degli Aurighi SE: decumano massimo                                             | III,II,12          | Sacello delle Tre Navate                                    | Santuario inserito nello spazio tra il caseggiato degli Aurighi (III,X,1) e un altro edificio (III,II,9), forse un appartamento, con abside e sala antistante con banconi e colonne in muratura; dagli elementi presenti si ipotizza che fosse dedicato a Dioniso. | Santuario                                                      |            |
| III,III   | NE: cardo degli Aurighi NO: via delle Trifore SO: passaggio SE: decumano massimo                                                                    | III,III,1          | Caseggiato delle Trifore                                    | Caseggiato con botteghe con l'entrata sul decumano massimo e appartamenti con trifore e porte su una via secondaria sul retro; alcuni ambienti hanno resti di affreschi. | Caseggiato                                                     |            |
| III,III   | NE: cardo degli Aurighi NO: via delle Trifore SO: passaggio SE: decumano massimo                                                                    | III,III,2          | Botteghe                                                    | Piccolo edificio con tre botteghe di età adrianea, con scale esterne che davano accesso ad un piano superiore. |                                                                |            |
| III,III   | NE: cardo degli Aurighi NO: via delle Trifore SO: passaggio SE: decumano massimo                                                                    | III,III,3          | Caseggiato                                                  | Casegggiato con spazio centrale basolato e ambienti sui lati, con alloggi al piano superiore. |                                                                |            |
| III,IV    | NE: cardo degli Aurighi NO: via delle Volte dipinte SO: strada trasversale SE: via delle Trifore                                                    | III, IV, 1         | Caseggiato trapezoidale                                     | L'edificio doveva ospitare una stalla per i cavalli degli ospiti dell'albergonella vicina Casa delle volte dipinte e, in considerazione delle dimensioni dell'edificio, sicuramente anche la stalla dei ricchi abitanti delle Case giardino. Al primo piano si ritiene ci fossero stati alloggi per i servi degli ospiti dell'albergo. La vasca all'interno dell'edificio potrebbe essere stata una mangiatoia o fornire acqua per la toelettatura dei cavalli, mentre la fossa all'esterno dell'edificio era una fossa per il letame. | caseggiato trapezoidale ad ostia antica                        |            |
| III,V     | NE: strada trasversale NO: via delle Volte dipinte SO: strada chiusa SE: via delle Trifore                                                          | III,V,1            | Casa delle Volte dipinte                                    | Edificio isolato con stanze lungo un corridoio su due piani, con mosaici e pitture, utilizzato come albergo. Dai resti dell'edificio, si ricava che il piano era diviso simmetricamente da un corridoio che divideva longitudinalmente due appartamenti, strutturati in maniera simmetrica, cosicché gli ambienti pubblici e quelli privati si trovassero dallo stesso lato del caseggiato. Il caseggiato conserva tracce di affreschi, dove predominano il giallo e il rosso nelle stanze pubbliche, e il bianco in quelle private. | Ingresso                                                       |            |
| III,VI    | NE: passaggio NO: via intorno alle Case a giardino SO: mura del I secolo SE: decumano massimo                                                       | III,VI,1-3         | Domus del Ninfeo                                            | Domus sistemata nei retro di alcune botteghe aperte sul decumano, con ninfeo, ambienti con pavimenti in opus sectile, uno con finestra ad arcate sorrette da colonne, e affreschi. Il ninfeo era costituito da sette nicchie rettangolari e semicircolari, davanti alle quali si trovavano un podio e una vasca. La nicchia centrale è più grande delle altre. Tra le nicchie ci sono colonne in mattoni. Nelle nicchie sono presenti resti di intonaco con tracce di vernice rossa e blu. Il podio e la vasca erano decorati in marmo. In cima al podio ci sono piccoli gradini sui quali scorreva l'acqua. | Domus del Ninfeo                                               |            |
| III,VI    | NE: passaggio NO: via intorno alle Case a giardino SO: mura del I secolo SE: decumano massimo                                                       | III,VI,4           | Ninfeo                                                      | Questo ninfeo pubblico è la facciata monumentale di un serbatoio d'acqua. La struttura fu realizzata in opus latericium e appartiene al periodo adrianeo; probabilmente alimentava le fontane delle vicine case giardino. Il ninfeo ha tre nicchie, una semicircolare al centro e due nicchie rettangolari ai lati. Davanti alle nicchie si trova una vasca che veniva riempita d'acqua attraverso un foro posto sotto la nicchia sinistra. Le pietre di travertino davanti alla vasca presentano degli avvallamenti per i secchi, realizzati per facilitare la raccolta dell'acqua. |                                                                |            |
| III,VII   | NE: mura del I secolo NO (area non scavata) SO: spiaggia SE: decumano massimo                                                                       | III,VII,1          | Caseggiato                                                  | Questo edificio, la cui funzione non è chiara, si trova fuori Porta Marina, tra un grande monumento funebre e le mura della città. Fu costruito nel periodo adrianeo. | Caseggiato                                                     |            |
| III,VII   | NE: mura del I secolo NO (area non scavata) SO: spiaggia SE: decumano massimo                                                                       | III,VII,2          | Monumento funerario                                         | Basamentro quadrato con esedre con sedili antistanti, e corpo superiore circolare con decorazioni in marmo; non è certo chi vi sia stato sepolto, forse di Publio Lucilio Gamala. | Monumento funebre                                              |            |
| III,VII   | NE: mura del I secolo NO (area non scavata) SO: spiaggia SE: decumano massimo                                                                       | III,VII,3-4        | Domus Fulminata                                             | Domus risalente alla metà del I secolo d.C., con l'ingresso sul Decumano inserito tra una serie di botteghe, che da accesso ad un ampio cortile con colonne in laterizio e ambienti su un solo lato; nel cortile letti tricliniari e vasche, una centrale decorata a mosaico policromo, e un monumento per la rituale sepoltura di oggetti colpiti da un fulmine nella casa. Inizialmente identificata con una domus, in seguito si ipotizzò che fosse una sede collegiale, forse collegata al vicino sepolcro. | Cortile della domus                                            |            |
| III,VII   | NE: mura del I secolo NO (area non scavata) SO: spiaggia SE: decumano massimo                                                                       | III,VII,5          | Casa della Domus Fulminata                                  | Appartamento accessibile dalla strada, con una'unica porta che la collegava alla Domus Fulminata. Si ipotizza che fosse utilizzata per servizi relativi alla vicina domus Fulminata, forse anche utilizzata da un custode. |                                                                |            |
| III,VII   | NE: mura del I secolo NO (area non scavata) SO: spiaggia SE: decumano massimo                                                                       | III,VII,6          | Caseggiato                                                  | Edificio caratterizzato dalla presenza di un ampio salone; dato il contesto della zona, appena fuori Porta Marina, si ipotizza che fosse utilizzato per attività commerciali, come anche come semplice struttura di ristoro per quanti frequentavano la spiaggia o le vicine terme. |                                                                |            |
| III,VII   | NE: mura del I secolo NO (area non scavata) SO: spiaggia SE: decumano massimo                                                                       | III,VII,7          | Caseggiato                                                  | Come il vicino caseggiato (III, VI, 6), data la presenza di un'ampia sala, se ne ipotizza l'uso commerciale o ricreativo. |                                                                |            |
| III,VII   | NE: mura del I secolo NO (area non scavata) SO: spiaggia SE: decumano massimo                                                                       | III,VII,8          | Edificio con Opus sectile                                   | Edificio alla fine del decumano, in costruzione alla fine del IV secolo e mai completato, con ampio cortile porticato sulla spiaggia e ambiente con decorazione in opus sectile sulle pareti e soffitto a mosaico, restaurata ed esposta al Museo archeologico dell'alto Medioevo di Roma. | Edificio con opus sectile                                      |            |
| III,VIII  | NE: via intorno alle Case a giardino NO (area non scavata) SO: spiaggia SE (area non scavata)                                                       | III,VIII,1         | Caseggiato                                                  | Edificio solo parzialmente indagato, che all'interno presenta un cortile porticato. |                                                                |            |
| III,VIII  | NE: via intorno alle Case a giardino NO (area non scavata) SO: spiaggia SE (area non scavata)                                                       | III,VIII,2         | Terme Marittime                                             | Complesso termale sulla spiaggia con mosaici in bianco e nero; del complesso, che era decorato oltre che con mosaici, anche con marmi ed affreschi, sono state individuate le stande destinate a frigidarium e calidarium. Parte della cinta muraria fu distrutta per la costruzione delle terme, intorno al 130 d.C.; le stanze riscaldate nella parte orientale furono aggiunte intorno al 210 d.C., mentre le ultime modifiche sono state datate al IV secolo d.C.. Successivamente furono installate due fornaci da calce nelle rovine, utilizzate anche per le sepolture; qui sono state ritrovate cinque anfore utilizzate per la sepoltura di bambini. | Dettaglio di un mosaico                                        |            |
| III,IX    | NE: cardo degli Aurighi NO (area non scavata) SO: via intorno alle Case a giardino e SE: via intorno alle Case a giardino e via delle Volte dipinte |                    | Case a giardino                                             | Il complesso comprende blocchi con appartamenti e botteghe intorno ad un vasto spazio centrale privato a giardino, con altri due blocchi centrali. | Corte delle Case giardino                                      |            |
| III,IX    | NE: cardo degli Aurighi NO (area non scavata) SO: via intorno alle Case a giardino e SE: via intorno alle Case a giardino e via delle Volte dipinte | III,IX,I           | Domus dei Dioscuri                                          | Domus che ha occupato uno degli appartamenti esterni del complesso delle "Case a giardino", con ingresso absidato, impianto termale privato e ambienti di servizio tra cui un corridoio che ha occupato parte della strada; pavimentazione a mosaici figurati policromi (uno con i Dioscuri e uno con Venere) . | Domus                                                          |            |
| III,IX    | NE: cardo degli Aurighi NO (area non scavata) SO: via intorno alle Case a giardino e SE: via intorno alle Case a giardino e via delle Volte dipinte | III,IX,2(lato SO)  | Bottega                                                     | All'estremità sud occidendale del complesso edilizio. |                                                                |            |
| III,IX    | NE: cardo degli Aurighi NO (area non scavata) SO: via intorno alle Case a giardino e SE: via intorno alle Case a giardino e via delle Volte dipinte | III,IX,3 (lato SO) | Appartamenti                                                | All'estremità sud occidendale del complesso edilizio. |                                                                |            |
| III,IX    | NE: cardo degli Aurighi NO (area non scavata) SO: via intorno alle Case a giardino e SE: via intorno alle Case a giardino e via delle Volte dipinte | III,IX,4 (lato SO) | Appartamenti                                                | All'estremità sud occidendale del complesso edilizio. |                                                                |            |
| III,IX    | NE: cardo degli Aurighi NO (area non scavata) SO: via intorno alle Case a giardino e SE: via intorno alle Case a giardino e via delle Volte dipinte | III,IX,5 (lato SO) | Bottega                                                     | All'estremità sud occidendale del complesso edilizio. |                                                                |            |
| III,IX    | NE: cardo degli Aurighi NO (area non scavata) SO: via intorno alle Case a giardino e SE: via intorno alle Case a giardino e via delle Volte dipinte | III,IX,6           | Casa delle Ierodule (o casa di Lucceia Primitiva) (lato NO) | Edificio con medianum con affreschi ben conservati anche del soffitto. | Affreschi della Casa delle Ierodule                            |            |
| III,IX    | NE: cardo degli Aurighi NO (area non scavata) SO: via intorno alle Case a giardino e SE: via intorno alle Case a giardino e via delle Volte dipinte | III,IX,7           | Bottega                                                     | Sul lato nord-occidentale del complesso edilizio |                                                                |            |
| III,IX    | NE: cardo degli Aurighi NO (area non scavata) SO: via intorno alle Case a giardino e SE: via intorno alle Case a giardino e via delle Volte dipinte | III,IX,8           | Appartamento                                                | Sul lato nord-occidentale del complesso edilizio |                                                                |            |
| III,IX    | NE: cardo degli Aurighi NO (area non scavata) SO: via intorno alle Case a giardino e SE: via intorno alle Case a giardino e via delle Volte dipinte | III,IX,9           | Bottega                                                     | Sul lato nord-orientale del complesso edilizio |                                                                |            |
| III,IX    | NE: cardo degli Aurighi NO (area non scavata) SO: via intorno alle Case a giardino e SE: via intorno alle Case a giardino e via delle Volte dipinte | III,IX,10          | Appartamento                                                | Sul lato nord-orientale del complesso edilizio |                                                                |            |
| III,IX    | NE: cardo degli Aurighi NO (area non scavata) SO: via intorno alle Case a giardino e SE: via intorno alle Case a giardino e via delle Volte dipinte | III,IX,11          | Bottega                                                     | Sul lato nord-orientale del complesso edilizio |                                                                |            |
| III,IX    | NE: cardo degli Aurighi NO (area non scavata) SO: via intorno alle Case a giardino e SE: via intorno alle Case a giardino e via delle Volte dipinte | III,IX,12          | Casa delle Pareti gialle (lato SE, interno)                 | Edificio a due piani con medianum aperto con finestre verso il giardino interno, alle spalle della casa del Graffito, con mosaici in bianco e nero e affreschi parietali dove predomina il giallo. | domus delle pareti gialle ad ostia antica                      |            |
| III,IX    | NE: cardo degli Aurighi NO (area non scavata) SO: via intorno alle Case a giardino e SE: via intorno alle Case a giardino e via delle Volte dipinte | III,IX,13          | Appartamento                                                | Blocco centrale del complesso edilizio rivolto a sud. |                                                                |            |
| III,IX    | NE: cardo degli Aurighi NO (area non scavata) SO: via intorno alle Case a giardino e SE: via intorno alle Case a giardino e via delle Volte dipinte | III,IX,14          | Appartamento                                                | Blocco centrale del complesso edilizio rivolto a sud. |                                                                |            |
| III,IX    | NE: cardo degli Aurighi NO (area non scavata) SO: via intorno alle Case a giardino e SE: via intorno alle Case a giardino e via delle Volte dipinte | III,IX,15          | Appartamento                                                | Blocco centrale del complesso edilizio rivolto a sud. |                                                                |            |
| III,IX    | NE: cardo degli Aurighi NO (area non scavata) SO: via intorno alle Case a giardino e SE: via intorno alle Case a giardino e via delle Volte dipinte | III,IX,16          | Appartamento                                                | Blocco centrale del complesso edilizio rivolto a sud. |                                                                |            |
| III,IX    | NE: cardo degli Aurighi NO (area non scavata) SO: via intorno alle Case a giardino e SE: via intorno alle Case a giardino e via delle Volte dipinte | III,IX,17          | Appartamento                                                | Blocco centrale del complesso edilizio rivolto a nord. |                                                                |            |
| III,IX    | NE: cardo degli Aurighi NO (area non scavata) SO: via intorno alle Case a giardino e SE: via intorno alle Case a giardino e via delle Volte dipinte | III,IX,18          | Appartamento                                                | Blocco centrale del complesso edilizio rivolto a nord. |                                                                |            |
| III,IX    | NE: cardo degli Aurighi NO (area non scavata) SO: via intorno alle Case a giardino e SE: via intorno alle Case a giardino e via delle Volte dipinte | III,IX,19          | Appartamento                                                | Blocco centrale del complesso edilizio rivolto a nord. |                                                                |            |
| III,IX    | NE: cardo degli Aurighi NO (area non scavata) SO: via intorno alle Case a giardino e SE: via intorno alle Case a giardino e via delle Volte dipinte | III,IX, 20         | Appartamento                                                | Blocco centrale del complesso edilizio rivolto a nord. |                                                                |            |
| III,IX    | NE: cardo degli Aurighi NO (area non scavata) SO: via intorno alle Case a giardino e SE: via intorno alle Case a giardino e via delle Volte dipinte | III,IX,21          | Casa del Graffito (lato SE, esterno)                        | Appartamento con medianum aperto con finestre verso la strada, alle spalle della casa delle Pareti gialle, con resti di affreschi parietali e mosaici in bianco e nero. |                                                                |            |
| III,IX    | NE: cardo degli Aurighi NO (area non scavata) SO: via intorno alle Case a giardino e SE: via intorno alle Case a giardino e via delle Volte dipinte | III,IX,22          | Domus delle Muse (lato SE)                                  | Edificio trapezoidale a due piani, articolato intorno ad un cortile centrale porticato, con affreschi e mosaici in bianco e nero di notevole pregio; tra gli affreschi di rilievo quello che raffigura Apollo e le sue muse sulle pareti di quello si pensa fosse un ambiente pubblico della casa. | domus delle muse ad ostia antica                               |            |
| III,IX    | NE: cardo degli Aurighi NO (area non scavata) SO: via intorno alle Case a giardino e SE: via intorno alle Case a giardino e via delle Volte dipinte | III,IX,23          | Bottega                                                     | Bottega sul lato nord-orientale, lungo il cardo degli Aurighi. |                                                                |            |
| III,IX    | NE: cardo degli Aurighi NO (area non scavata) SO: via intorno alle Case a giardino e SE: via intorno alle Case a giardino e via delle Volte dipinte | III,IX,24          | Bottega                                                     | Bottega sul lato nord-orientale, lungo il cardo degli Aurighi. |                                                                |            |
| III,IX    | NE: cardo degli Aurighi NO (area non scavata) SO: via intorno alle Case a giardino e SE: via intorno alle Case a giardino e via delle Volte dipinte | III,IX,25          | Bottega                                                     | Bottega sul lato nord-orientale, lungo il cardo degli Aurighi. |                                                                |            |
| III,IX    | NE: cardo degli Aurighi NO (area non scavata) SO: via intorno alle Case a giardino e SE: via intorno alle Case a giardino e via delle Volte dipinte | III,IX,26          | Bottega                                                     | Bottega sul lato nord-orientale, lungo il cardo degli Aurighi. |                                                                |            |
| III,X     | NE:via della Foce NO: via delle Casette tipo e via tecta degli Aurighi SO: cardo degli Aurighi SE: via della Calcara                                | III,X,1            | Caseggiato degli Aurighi                                    | Il caseggiato, che prende il nome da due aurighi dipinti su di una parete del corridoio settentrionale con nelle mani una corona e un ramo di palma, simboli di vittoria, si sviluppa intorno a un cortile interno bordato da archi. A est del cortile c'erano due grandi sale, presumibilmente per scopi commerciali. Poco rimane dei mosaici pavimentali, mentre più cospicui erano i resti degli affreschi, alcuni dei quali andati perduti a seguito del loro ritrovamento. Un dipinto raffigura un grifone e due rondini in pannelli incorniciati da bande rosse e linee interne su uno sfondo bianco. | Archi nel cortile interno                                      |            |
| III,X     | NE:via della Foce NO: via delle Casette tipo e via tecta degli Aurighi SO: cardo degli Aurighi SE: via della Calcara                                | III,X,2            | Terme dei Sette Sapienti                                    | Le terme prendono il nome da un affresco della parete dello spogliatoio, dove è raffigurata la scena dei sette sapienti. Sono stati individuati i resti di tutti gli ambienti principali termali, calidarium, tiepidarium e frigidarium, quest'ultimo di forma circolare e coperto a cupola, pavimentato da un mosaico con scene di caccia e motivi vegetale. Questo complesso termale, oltre a servire agli abitanti dei due vicini caseggiati, disponeva di due entrare che permettevano l'accesso ad un pubblico esterno. | Mosaico                                                        |            |
| III,X     | NE:via della Foce NO: via delle Casette tipo e via tecta degli Aurighi SO: cardo degli Aurighi SE: via della Calcara                                | III,X,3            | Caseggiato del Serapide                                     | Il Caseggiato, insieme ai vicini Caseggiato degli Aurighi e alle Terme dei Sette Sapienti, formava una delle strutture edilizie più grandi di Ostia. Prende il nome da un piccola edicola religiosa dove trovava è stao dipinto il dio egizio Serapide. Intorno al cortile caseggiati dove si affacciavano strutture edili a più piani, principalmente destinate ad abitazione. | Ingresso                                                       |            |
| III,XI    | NE: via della Foce NO: via ovest delle Casette tipo SO: via sud delle Casette tipo SE: via est delle Casette tipo                                   | III,XI,1           | Botteghe                                                    | Questo edificio traianeo è costituito da tre botteghe con ingresso lungo via della Foce, dietro le quali si trovano altri locali. Nella parte orientale si trova una scala esterna, di cui è conservata solo la soglia. Nella bottega centrale e nella stanza a sud della scala si trova una vasca in muratura. La prima è ormai completamente scomparsa, mentre la seconda vasca suggerisce che i locali dietro le botteghe fossero utilizzati per attività artigianali. |                                                                |            |
| III,XII   | NE: via nord delle Casette tipo NO: via ovest delle Casette tipo SO: via sud delle Casette tipo SE: via est delle Casette tipo                      | III,XII,1-2        | Casette tipo                                                | Due piccoli appartamenti edificati su due isolati separati da una strada, via centrale delle Casette tipo, ciascuno con stanza di ingresso (medianum), due stanze di rappresentanza, due camere da letto, cucina e latrina. |                                                                |            |
| III,XIII  | via nord delle Casette tipo NO: via ovest delle Casette tipo SO: via sud delle Casette tipo SE: via est delle Casette tipo                          | XIII,1-2           | Casette tipo                                                | Due piccoli appartamenti edificati su due isolati separati da una strada, via centrale delle Casette tipo, ciascuno con stanza di ingresso (medianum), due stanze di rappresentanza, due camere da letto, cucina e latrina. |                                                                |            |
| III,XIV   | NE: via sud delle Casette tipo NO: via di Annio SO: cardo degli Aurighi SE: via tecta degli Aurighi                                                 | III,XIV,1          | Caseggiato                                                  | Questo edificio è situato a ovest della Casa degli Aurighi, separato da quest'ultimo da una strada interna coperta, attraversata da grandi archi. L'edificio fu eretto durante il regno di Antonino Pio. In origine era un doppio portico, costituito da lunghe file di pilastri in mattoni che sostenevano volte a crociera. Successivamente furono create molte stanze attraverso muri di un curioso opus mixtum: mattoni e pietre di tufo molto irregolari (alcuni, ma non tutti, restauri moderni). Nella parte centrale c'è una grande scalinata. Nella sua fase finale l'edificio deve aver avuto uno scopo commerciale, come testimoniano un piccolo forno e tre bacini. | Resti di affreschi                                             |            |
| III,XIV   | NE: via sud delle Casette tipo NO: via di Annio SO: cardo degli Aurighi SE: via tecta degli Aurighi                                                 | III,XIV,2          | Caseggiato                                                  | Il Caseggiato, costruito inopus latericium, appartiene al periodo adrianeo o antonio, anche se i muri divisori interni furono aggiunti in epoca posteriore. |                                                                |            |
| III,XIV   | NE: via sud delle Casette tipo NO: via di Annio SO: cardo degli Aurighi SE: via tecta degli Aurighi                                                 | III,XIV,3          | Magazzino dei Dolii                                         | Si tratta di un'unica stanza rettangolare (circa 10,00 x 10,00) con dolia a fossa, giare interrate per conservare vino o olio d'oliva. La stanza fu costruita in epoca adrianea (opus mixtum), ma si notano molte modifiche successive. Due finestre a fessura nella parete sud-est indicano che originariamente la stanza non aveva un tetto. Nella stanza ci sono 21 doli a fossa, non scavati direttamente nel terreno, perché il livello del pavimento è stato sollevato. Il magazzino presumibilmente apparteneva a un'officina al piano terra dell'adiacente Casa di Annio (III,XIV,4). |                                                                |            |
| III,XIV   | NE: via sud delle Casette tipo NO: via di Annio SO: cardo degli Aurighi SE: via tecta degli Aurighi                                                 | III,XIV,4          | Caseggiato di Annio                                         | Il caseggiato di Annio, costruito in epoca adrianea, intorno al 128-129 d.C., in origine era collegato al Magazzino dei Dolia (I,XIV,3) a nord e al Palazzo del Negozio (III,XIV,1) a est, tramite finestre e porte. Nella facciata occidentale, lungo Via di Annio, sul rialzo di un balcone, ci sono tre lastre di terracotta con le parole OMNIA FELICIA ANNI: "Tutto felice, di Annio". L'acclamazione omnia felicia è nota dai mosaici del Nord Africa e dalle monete di diversi imperatori. Sotto queste parole ci sono due rilievi in terracotta. Su uno è raffigurato un uomo tra giare di stoccaggio (dolia), sull'altro vediamo una barca con sullo scafo un timbro in mattoni che accidentalmente (?) sembra una giara di stoccaggio. I rilievi sono un'altra indicazione che c'era una relazione tra questo edificio e l'edificio con dolia per vino o olio d'oliva a nord. Annio potrebbe essere stato Annio Serapiodoro, un produttore di lampade a olio in terracotta, che fu attivo a Ostia nel periodo severiano. Fondamentalmente l'interno era costituito da pilastri che sostenevano volte a crociera. Il piano terra sembra aver avuto una funzione commerciale, con negozi sul cardo degli Aurighi e via di Annio, e con aree di lavoro. Molte pareti erano ora decorate con dipinti su uno sfondo bianco, dominato da edicole rosse e gialle.                                                                                                | Affreschi                                                      |            |
| III,XV    | NE: via della Foce NO: passaggio SO: via nord delle Casette tipo SE: via ovest delle Casette tipo                                                   | III,XV,1           | Botteghe                                                    | Edificio traianeo, realizzato in opus mixtum, è un gruppo isolato di quattro botteghe. Due si affacciano su via della Foce, e due su una strada secondaria a sud. Apparentemente l'edificio non aveva piani superiori. |                                                                |            |
| III,XVI   | NE: via della Foce NO: via del Serapide SO: cardo degli Aurighi SE: passaggio, via est delle Casette tipo, via di Annio                             | III,XVI,1          | Botteghe                                                    | Botteghe con ingresso sul cardo degli Aurighi e sulla via di Annio. |                                                                |            |
| III,XVI   | NE: via della Foce NO: via del Serapide SO: cardo degli Aurighi SE: passaggio, via est delle Casette tipo, via di Annio                             | III,XVI,2          | Appartamenti                                                | Questo edificio fu eretto nel periodo adrianeo. Ha una facciata in opus mixtum, il che è piuttosto insolito: normalmente quando viene utilizzato opus mixtum, si trova all'interno dell'edificio, mentre la facciata è fatta solo di mattoni. Al piano terra ci sono due appartamenti, che fiancheggiano una scala esterna. Sottili e forse posteriori muri divisori creano le stanze. La funzione delle stanze è suggerita da resti di mosaici e di dipinti rossi e gialli con miniature: grandi aree bianche sono fiancheggiate su tutti e quattro i lati da segmenti rossi di cerchi; in mezzo ci sono ampie bande gialle verticali. | affreschi in un caseggiato della regio 3 ad ostia antica       |            |
| III,XVI   | NE: via della Foce NO: via del Serapide SO: cardo degli Aurighi SE: passaggio, via est delle Casette tipo, via di Annio                             | III,XVI,3          | Uffici                                                      | Questo edificio, eretto durante il regno di Antonino Pio, era utilizzato per attività commerciali, con due negozi sul lato settentrionale. Al centro c'è una grande sala. Alcune pareti divisorie sono scomparse. Nella facciata orientale ci sono tre ampie aperture, delle quali quella centrale delle quali è tripartita. A sud ci sono due stanze, una con una scala esterna. |                                                                |            |
| III,XVI   | NE: via della Foce NO: via del Serapide SO: cardo degli Aurighi SE: passaggio, via est delle Casette tipo, via di Annio                             | III,XVI,4          | Uffici                                                      | Edificio con ambienti destinati ad attività commerciali, allungati ai due lati di un corridoio. |                                                                |            |
| III,XVI   | NE: via della Foce NO: via del Serapide SO: cardo degli Aurighi SE: passaggio, via est delle Casette tipo, via di Annio                             | III,XVI,5          | Botteghe                                                    | Si tratta di un edificio traianeo a sud di via della Foce, lungo la quale si trovano tre negozi e una scala esterna. Un corridoio separa questa parte dell'edificio da un altro negozio con un retrobotteg, accessibile da est. |                                                                |            |
| III,XVI   | NE: via della Foce NO: via del Serapide SO: cardo degli Aurighi SE: passaggio, via est delle Casette tipo, via di Annio                             | III,XVI,6          | Botteghe                                                    | Si tratta di una fila di quattro botteghe dietro un portico, a sud di via dell Foce e a nord delle Terme della Trinacria (III,XVI,7). Nella bottega più occidentale si trova un orcio interrato. All'estremità orientale si trovano una scala esterna e un corridoio che conduce alle terme. In un secondo momento furono aggiunte strutture nel portico: alcuni muri, una piccola stanza (opus latericium) e un ninfeo (opus vittatum). Il ninfeo, aggiunto nel III o IV secolo d.C., è costituito da una nicchia rettangolare molto profonda con rivestimento in marmo, fiancheggiata da due nicchie semicircolari. |                                                                |            |
| III,XVI   | NE: via della Foce NO: via del Serapide SO: cardo degli Aurighi SE: passaggio, via est delle Casette tipo, via di Annio                             | III,XVI, 7         | Terme della Trinacria                                       | Le Terme devono il loro nome alla raffigurazione in mosaico del triscele, una testa femminile con tre gambe, simbolo della Sicilia. Le terme furono erette a est di Via del Serapide durante il regno di Adriano, contemporaneamente al Tempio di Serapide (III,XVII,4). Si accedeva alle terme attraverso un corridoio da via della Foce attraverso un vestibolo e attraverso ampi ingressi da via del Serapide. Questi ultimi conducevano a un cortile, che fungeva anche da frigidarium. Nel corridoio a sud del frigidarium si trova il mosaico che diede il nome all'edificio, mentre più a sud si trovano le stanze riscaldate. Nell'esedra c'è un mosaico con motivi marini: una Nereide, delfini, ed altro. In un'altra stanza c'è un mosaico con tre atleti: a sinistra ci sono due lottatori, con un caratteristico ciuffo di capelli e a destra c'è un uomo che tiene due rami di palma, forse l'arbitro. | mosaico delle terme di trinacria ad ostia antica               |            |
| III,XVII  | NE: via della Foce NO: limite interno SO: cardo degli Aurighi SE: via del Serapide                                                                  | III,XVII,1         | Horrea e terme                                              | magazzino a pianta trapezoidale con due file di ambienti ai lati di un corridoio centrale; piccolo impianto termale sistemato in seguito in alcuni ambienti. |                                                                |            |
| III,XVII  | NE: via della Foce NO: limite interno SO: cardo degli Aurighi SE: via del Serapide                                                                  | III,XVII,2         | Caseggiato e mitreo della Planta pedis                      | Caseggiato con diversi ambienti, dove al suo interno si trova un mitreo a tre navate; oltre alla struttura, del mitreo rimangono pochi resti, tra cui delle iscrizioni votive. | Mosaico con l'impronta del piede                               |            |
| III,XVII  | NE: via della Foce NO: limite interno SO: cardo degli Aurighi SE: via del Serapide                                                                  | III,XVII,3         | Domus del Serapeo                                           | La Casa del Serapeo era originariamente collegata al Tempio di Serapide a nord, e per questo si pensa che qui vi abitassero dei sacerdoti. Dal Tempio di Serapide si accedeva a un'anticamera attraverso una porta fiancheggiata da finestre. All'estremità sud dell'anticamera c'è un passaggio che conduce a un corridoio, dietro il quale si trova la sala principale, con molte porte e finestre. Sulla parte centrale del pavimento c'è un mosaico policromo , cdel quale si conservano 14 dei 68 scomparti originali. Verso la fine del III o l'inizio del IV secolo d.C., quando fu bloccato l'ingresso al tempio, probabilmente l'edificio era diventato una domus. Furono aggiunte alcune stanze, con un nuovo ingresso porticato. | Resti della Domus                                              |            |
| III,XVII  | NE: via della Foce NO: limite interno SO: cardo degli Aurighi SE: via del Serapide                                                                  | III,XVII,4         | Tempio di Serapide                                          | Il tempio vero e proprio si trovava dietro un cortile, in cima a un podio in mattoni, e vi si accedeva tramite un'ampia scalinata con gradini in marmo. Davanti alla scalinata c'è un grande altare, decorato con marmo (1,80 x 1,50). Nel pronao c'erano due colonne di granito e un mosaico combinato con pezzi di marmo e alabastro, datato al III secolo d.C.. Nella parte posteriore della cella c'erano alti podi. Sono stati trovati resti della decorazione: sottili fogli di materiale prezioso, come agata e madreperla. In un secondo momento i lati del pronao furono chiusi, creando così un'estensione della cella. | Tempio di Serapide ad ostia antica                             |            |
| III,XVII  | NE: via della Foce NO: limite interno SO: cardo degli Aurighi SE: via del Serapide                                                                  | III,XVII,5         | Caseggiato di Bacco e Arianna                               | La Casa di Bacco e Arianna fu costruita nel periodo adrianeo (opus mixtum). L'ingresso all'edificio avveniva attraverso un passaggio nella parte sud della facciata est, dove la strada era attraversata da quattro archi in mattoni. Subito dietro l'ingresso c'è un ampio cortile con una vasca al centro. In origine un ampio passaggio nell'angolo sud-est conduceva al Tempio di Serapide a sud, per questo si ritiene che l'edificio era collegato al tempio, come la Casa del Serapeo. Potrebbe essere stata la sede di una corporazione religiosa collegata a Serapide. | Mosaico con Bacco e Arianna                                    |            |
| III,XVIII | NE: via della Foce NO: limite interno SO: cardo degli Aurighi SE: non scavato                                                                       | III,XVIII,1        | Horrea                                                      | Grandi magazzini solo in parte scavati. |                                                                |            |

### Annotazioni
1. ↑  A Decimo Flavio Floro Verano, ... armatore delle cinque corporazioni dei battellieri (lenuncularii) ostiensi, per tutti gli onori e i meriti che ha saputo guadagnarsi come membro delle cinque corporazioni delle regioni della Colonia Ostiense... . Le Regioni di Ostia antica, su ostiaantica.beniculturali.it. URL consultato il 24 marzo 2025.

### Riferimenti
1. ↑   Le Regioni di Ostia antica, su ostiaantica.beniculturali.it. URL consultato il 24 marzo 2025.
2. ↑  (EN) Topographical dictionary - regio II - clickable plan, su ostia-antica.org. URL consultato il 25 marzo 2025.
3. ↑   Strade ostiensi, su gisnadis.parcoarcheologicostiantica.it. URL consultato il 25 marzo 2025.
4. ↑  (EN) Regio III - Insula I - Caseggiato III,I,1, su ostia-antica.org, 29 novembre 2024.
5. ↑  (EN) Regio III - Insula I - Terme della Basilica Cristiana (III,I,2-3), su ostia-antica.org, 30 novembre 2024.
6. ↑  (EN) Regio III - Insula I - Basilica Cristiana (III,I,4), su ostia-antica.org, 30 novembre 2024.
7. ↑  (EN) Regio III - Insula I - Caseggiato III,I,5, su ostia-antica.org, 30 novembre 2024.
8. ↑  (EN) Regio III - Insula I - Domus and Mitreo delle Pareti Dipinte (III,I,6), su ostia-antica.org, 30 novembre 2024.
9. ↑  (EN) Regio III - Insula I - Mercato III,I,7, su ostia-antica.org, 30 novembre 2024.
10. ↑  (EN) Regio III - Insula I - Caseggiato III,I,8, su ostia-antica.org, 30 novembre 2024.
11. ↑  (EN) Regio III - Insula I - Caseggiato III,I,9, su ostia-antica.org, 30 novembre 2024.
12. ↑  (EN) Regio III - Insula I - Edificio III,I,10, su ostia-antica.org, 1º dicembre 2024.
13. ↑  (EN) Regio III - Insula I - Edificio III,I,11, su ostia-antica.org, 1º dicembre 2024.
14. ↑  (EN) Regio III - Insula I - Caseggiati III,I,12-13, su ostia-antica.org, 1º dicembre 2024.
15. ↑  (EN) Regio III - Insula I - Botteghe III,I,14, su ostia-antica.org, 1ç dicembre 2024.
16. ↑  (EN) Regio III - Insula I - Caseggiato III,I,15, su ostia-antica.org, 1º dicembre 2024.
17. ↑  (EN) Regio III - Insula II - Tempio dei Fabri Navales (III,II,1-2), su ostia-antica.org, 2 dicembre 2024.
18. ↑  (EN) Regio III - Insula II - Domus sul Decumano (III,II,3), su ostia-antica.org, 2 dicembre 2024.
19. ↑  (EN) Regio III - Insula II - Caseggiato III,II,4, su ostia-antica.org. URL consultato il 2 dicembre 2024.
20. ↑  (EN) Plan of the building. After SO I., su ostia-antica.org. URL consultato il 2 dicembre 2024.
21. ↑  (EN) Regio III - Insula II - Horrea III,II,6, su ostia-antica.org. URL consultato il 2 dicembre 2024.
22. ↑  (EN) Regio III - Insula II - Botteghe III,II,7, su ostia-antica.org. URL consultato il 2 dicembre 2024.
23. ↑  (EN) Regio III - Insula II - Edificio III,II,8, su ostia-antica.org. URL consultato il 2 dicembre 2024.
24. ↑  (EN) Regio III - Insula II - Caseggiato III,II,9, su ostia-antica.org. URL consultato il 2 dicembre 2024.
25. ↑  (EN) Regio III - Insula II - Edificio III,II,10, su ostia-antica.org. URL consultato il 2 dicembre 2024.
26. ↑  (EN) Regio III - Insula II - Sacello III,II,11, su ostia-antica.org. URL consultato il 2 dicembre 2024.
27. ↑  (EN) Regio III - Insula II - Sacello delle Tre Navate (III,II,12), su ostia-antica.org. URL consultato il 2 dicembre 2024.
28. ↑  (EN) Regio III - Insula III - Caseggiato delle Trifore (III,III,1), su ostia-antica.org. URL consultato il 3 dicembre 2024.
29. ↑  (EN) Regio III - Insula III - Edificio III,III,2, su ostia-antica.org. URL consultato il 3 dicembre 2024.
30. ↑  (EN) Regio III - Insula III - Edificio III,III,3, su ostia-antica.org. URL consultato il 3 dicembre 2024.
31. ↑  (EN) Regio III - Insula IV - Caseggiato Trapezoidale (III,IV,1), su ostia-antica.org. URL consultato il 3 dicembre 2024.
32. 1 2 3 4   Caseggiato delle Volte dipinte, su ostiaantica.beniculturali.it. URL consultato il 3 dicembre 2024.
33. ↑  (EN) Regio III - Insula V - Casa delle Volte Dipinte (III,V,1), su ostia-antica.org. URL consultato il 3 dicembre 2024.
34. 1 2 3 4   Ostia Antica, su romanoimpero.com. URL consultato il 20 ottobre 2024.
35. ↑  (EN) Regio III - Insula VI - Domus del Ninfeo (III,VI,1-3), su ostia-antica.org. URL consultato il 4 novembre 2024.
36. ↑  (EN) Regio III - Insula VI - Ninfeo III,VI,4, su ostia-antica.org. URL consultato il 4 dicembre 2024.
37. ↑  (EN) Regio III - Insula VII - Edificio III,VII,1, su ostia-antica.org. URL consultato il 4 dicembre 2024.
38. ↑  (EN) Regio III - Insula VII - Monumento Funerario (III,VII,2), su ostia-antica.org. URL consultato il 4 dicembre 2024.
39. ↑  (EN) Regio III - Insula VII - Domus Fulminata (III,VII,3-4), su ostia-antica.org. URL consultato il 4 dicembre 2024.
40. ↑  (EN) Regio III - Insula VII - Casa della Domus Fulminata (III,VII,5), su ostia-antica.org. URL consultato il 4 dicembre 2024.
41. ↑  (EN) Regio III - Insula VII - Caseggiato III,VII,6, su ostia-antica.org. URL consultato il 4 dicembre 2024.
42. ↑  (EN) Regio III - Insula VII - Caseggiato III,VII,7, su ostia-antica.org. URL consultato il 4 dicembre 2024.
43. ↑  (EN) Regio III - Insula VII - Edificio con Opus Sectile (III,VII,8), su ostia-antica.org. URL consultato il 4 dicembre 2024.
44. ↑  (EN) Regio III - Insula VIII - Edificio III,VIII,1, su ostia-antica.org. URL consultato il 5 dicembre 2024.
45. ↑  (EN) Regio III - Insula VIII - Terme Marittime (III,VIII,2), su ostia-antica.org. URL consultato il 5 dicembre 2024.
46. 1 2 3   Sovraintendenza alle antichità di Ostia, Mostra di rinvenimenti e restauri del 1967, 1968,  pp. 4-13. URL consultato il 12 gennaio 2025.
47. ↑  (EN) Regio III - Insula IX - Case a Giardino, su ostia-antica.org. URL consultato il 5 dicembre 2024.
48. ↑  (EN) Regio III - Insula IX - Domus dei Dioscuri (III,IX,1), su ostia-antica.org. URL consultato il 5 dicembre 2024.
49. ↑  (EN) Regio III - Insula IX - Casa delle Ierodule (III,IX,6), su ostia-antica.org. URL consultato il 5 dicembre 2024.
50. ↑   Stella Falzone e Angelo Pellegrino, Le pitture della casa delle Ierodule ad Ostia, Sopraintenndeza per i beni archeologici di Ostia, 2003.
51. ↑  (EN) Regio III - Insula IX - Casa delle Pareti Gialle (III,IX,12), su ostia-antica.org. URL consultato il 5 dicembre 2024.
52. ↑  (EN) Regio III - Insula IX - Casa del Graffito (III,IX,21), su ostia-antica.org. URL consultato il 5 dicembre 2024.
53. ↑  (EN) Regio III - Insula IX - Domus delle Muse (III,IX,22), su ostia-antica.org. URL consultato il 5 dicembre 2024.
54. ↑  (EN) Regio III - Insula X - Caseggiato degli Aurighi (III,X,1), su ostia-antica.org. URL consultato il 6 dicembre 2024.
55. ↑  (EN) Regio III - Insula X - Caseggiato degli Aurighi (III,X,1) - rooms 26-34, su ostia-antica.org. URL consultato il 6 dicembre 2024.
56. ↑   Terme dei Sette Sapienti, su ostiaantica.beniculturali.it. URL consultato il 6 dicembre 2024.
57. ↑  (EN) Terme dei Sette sapienti, su ostia-antica.org. URL consultato il 6 dicembre 2024.
58. ↑   Caseggiato del Serapide, su ostiaantica.beniculturali.it. URL consultato il 6 dicembre 2024.
59. ↑  (EN) Regio III - Insula X - Caseggiato del Serapide (III,X,3), su ostia-antica.org. URL consultato il 6 dicembre 2024.
60. ↑  (EN) Regio III - Insula XI - Caseggiato III,XI,1, su ostia-antica.org. URL consultato il 7 dicembre 2024.
61. 1 2  (EN) Regio III - Insula XII & XIII - Casette Tipo (III,XII,1-2 - III,XIII,1-2), su ostia-antica.org. URL consultato il 7 dicembre 2024.
62. ↑  (EN) Regio III - Insula XIV - Edificio a tabernae (III,XIV,1), su ostia-antica.org. URL consultato il 7 dicembre 2024.
63. ↑  (EN) Regio III - Insula XIV - Caseggiato III,XIV,2, su ostia-antica.org. URL consultato il 7 dicembre 2024.
64. ↑  (EN) Regio III - Insula XIV - Magazzino dei Doli (III,XIV,3), su ostia-antica.org. URL consultato il 7 dicembre 2024.
65. ↑  (EN) Regio III - Insula XIV - Caseggiato di Annio (III,XIV,4), su ostia-antica.org. URL consultato il 7 dicembre 2024.
66. ↑  (EN) Regio III - Insula XV - Caseggiato III,XV,1, su ostia-antica.org. URL consultato l'8 dicembre 2024.
67. ↑  (EN) Regio III - Insula XVI - Botteghe III,XVI,1, su ostia-antica.org. URL consultato l'8 dicembre 2024.
68. ↑  (EN) Regio III - Insula XVI - Caseggiato III,XVI,2, su ostia-antica.org. URL consultato l'8 dicembre 2024.
69. ↑  (EN) Regio III - Insula XVI - Edificio III,XVI,3, su ostia-antica.org. URL consultato l'8 dicembre 2024.
70. ↑  (EN) Regio III - Insula XVI - Edificio III,XVI,4, su ostia-antica.org. URL consultato l'8 dicembre 2024.
71. ↑  (EN) Regio III - Insula XVI - Edificio III,XVI,5, su ostia-antica.org. URL consultato l'8 dicembre 2024.
72. ↑  (EN) Regio III - Insula XVI - Caseggiato III,XVI,6, su ostia-antica.org. URL consultato l'8 dicembre 2024.
73. ↑  (EN) Regio III - Insula XVI - Terme della Trinacria (III,XVI,7), su ostia-antica.org. URL consultato l'8 dicembre 2024.
74. ↑   Terme di Trinacria, su anticaostia.it. URL consultato l'8 dicembre 2024.
75. ↑  (EN) Regio III - Insula XVII - Horrea III,XVII,1 and Terme, su ostia-antica.org. URL consultato l'8 dicembre 2024.
76. ↑  (EN) Regio III - Insula XVII - Caseggiato del Mitreo della Planta Pedis (III,XVII,2) and Mitreo della Planta Pedis, su ostia-antica.org. URL consultato l'8 dicembre 2024.
77. ↑  (EN) Regio III - Insula XVII - Domus del Serapeo (III,XVII,3), su ostia-antica.org. URL consultato l'8 dicembre 2024.
78. ↑  (EN) Regio III - Insula XVII - Serapeum (III,XVII,4), su ostia-antica.org. URL consultato l'8 dicembre 2024.
79. ↑   Serapeo, su anticaostia.it. URL consultato l'8 dicembre 2024.
80. ↑  (EN) Regio III - Insula XVII - Caseggiato di Bacco e Arianna (III,XVII,5), su ostia-antica.org. URL consultato l'8 dicembre 2024.
81. ↑   Caseggiato di Bacco e Arianna, su anticaostia.it. URL consultato l'8 dicembre 2024.
82. ↑  (EN) Regio III - Insula XVIII - Horrea III,XVIII and buildings identified through geophysical research, su ostia-antica.org. URL consultato l'8 dicembre 2024.